# زلزال جاوة الغربية 2022
وقع زلزال جاوة الغربية في 21 نوفمبر 2022، الساعة 13:21 بالتوقيت المحلي، وبلغت شدته 5.6 Mww، بالقرب من تشيئَنجور في جاوة الغربية، إندونيسيا. توفي ما لا يقل عن 268 شخصًا، وأصيب 1083 بجروح، ولا يزال 151 في عداد المفقودين. تضرر أكثر من 22198 منزل في سيانجور. شعر السكان بالزلزال بقوة في جاكرتا.

## الإعدادات التكتونية
تقع جاوة بالقرب من حدود متقاربة نشطة تفصل بين صفيحة سوندا من الشمال والصفيحة الأسترالية من الجنوب. عند الحدود، التي يتميز بها خندق سوندا، تنحدر الصفيحة الأسترالية المتجهة شمالًا أسفل صفيحة سوندا. منطقة الاندساس قادرة على توليد زلازل تصل قوتها إلى 8.7 درجة، بينما تُحدث الصفيحة الأسترالية أيضًا زلازل أعمق داخل الغلاف الصخري الهابط (زلازل intraslab) أسفل ساحل جاوة. أنتجت منطقة الاندساس زلزالين مدمرين وتسونامي في عامي 2006 و1994. كما تسبب زلزال داخل المباني في عام 2009 في دمار شديد.

## الهزة الأرضية
وقع الزلزال على عمق 11 كـم (6.8 ميل) وفقًا لوكالة الأرصاد الجوية وعلم المناخ والجيوفيزياء (BMKG)، ويمكن تصنيفه على أنه حدث ضحل. كان لدى الزلزال آلية بؤرية للانزلاق، ويرتبط بالنشاط الزلزالي على صدع تشيمَندِري أو صدع بدلارنغ، على الرغم من أن المصدر الدقيق غير محدد. يبلغ طول فالق تشيمَندِري قرابة 100 كـم (62 ميل) ويمتد على طول نهر مَندِري. ويمتد من خليج بلابوهنراطو إلى وصاية شيئَنجور. وهو صدع قابل للانزلاق مع مكون رأسي صغير على طول الجزء الممتد من خليج بلابوهنراطو إلى جنوب شرق سوكابومي. إلى جانب صدعي لمبنغ وبريبيس، يمكن أن تولد هذه التكوينات زلازل مدمرة.
سُجل الزلزال بشدة من 4 إلى 5 في شيئَنجور بينما كانت شدته 5 إلى 6 في غَروت وسُكَبومي. كذلك فقد رُصد في شِماهي ولمبَنغ ومدينة بَندُنغ وشٍكالُنغ وِطان ورَنكسبطُنغ وبوغور وباياه بشدة بلغت 3. بحلول 22 نوفمبر في الساعة 07:30، جرى تسجيل 122 هزة ارتدادية بشده تتراوح بين 1.8 و4.2، وكانت تحدث بمعدل متناقص بمرور الوقت.
صرحت هيئة المسح الجيولوجي الأمريكية (USGS) أن الزلزال حدث نتيجة الانزلاق الضربى المتصدع داخل قشرة لوحة سوندا. تشير الآليات البؤرية إلى أن التمزق حدث إما بسبب الانحدار الحاد في اتجاه الشمال، أو فالق الانزلاق الجانبي الأيمن، أو الانحدار الحاد للشرق الضارب في الجانب الأيسر. وكان موقعه 260 كـم (160 ميل) شمال شرق منطقة الاندساس.
جرى تسجيل الزلازل في سيانجور منذ عام 1844. وتسببت الزلازل في أعوام 1910 و1912 و1958 و1982 و2000 في وقوع أضرار وإصابات في المنطقة.

## التأثير
على الرغم من الحجم المعتدل للزلزال، تسبب عمقه الضحل في اهتزاز قوي. ذكر المجلس الوطني للإدارة الكوارث (BNPB) أن حجم الأضرار التي لحقت بالمنازل والمباني لا يزال قيد التقييم، لكنها وصفت الضرر بأنه "جسيم". تضرر ما لا يقل عن 22198 منزلًا، بما في ذلك 6570 منزلًا تضررت بشدة. وتعرض ما لا يقل عن 2071 و12641 منزلاً لأضرار متوسطة وخفيفة على التوالي. وانهار مركز تجاري. وتضرر مبنيان إداريان حكوميان وثلاث مدارس ومستشفى ومرفق ديني ومدرسة داخلية إسلامية.
وقطعت الانهيارات الأرضية الطرق. وعُثر على جثث خمسة أشخاص تحت انهيار أرضي في شوغننغ بشيئَنجور. أدى الانهيار الأرضي على طول طريق بُنشاك - شيباناس - شيئَنجور الوطني إلى تحويل حركة المرور. كما سقطت أشجار واقتُلعت أعمدة الكهرباء وكابلات الكهرباء على طول الطرق. أثر انقطاع التيار الكهربائي على أكثر من 366000 منزل، جرى إعادة الكهرباء إلى 89 % منها بالفعل. تضرر ما لا يقل عن 681 منزلاً وست مدارس و10 مبانٍ دينية في وصاية سُكَبومي. ولم تسجل وفيات هناك بالرغم من إصابة 11 شخصا وتشريد 58 عائلة.تضررت مدرستان و89 منزلاً، وأصيب شخص في ناحية كرينغين بوصاية لباك. وتضرر ثمانية وسبعون منزلاً ومدرسة داخلية إسلامية في وصاية بوغور.
توفي ما لا يقل عن 268 شخصًا وفقًا للمجلس الوطني للإدارة الكوارث - جرى التعرف على 122 جثة بنجاح. ونتجت معظم الوفيات عن إنهيار مبان. وكان الغالبية من طلاب المدارس الذين لقوا حتفهم بعد أن أصيبوا بالحطام المتساقط. وأُصيب 1083 شخصًا بجروح، وما زال ما يصل إلى 151 شخصًا في عداد المفقودين، وربما دُفنوا تحت مبانٍ منهارة. وأُصيب عشرات الطلاب جراء سقوط حطام على مدارسهم. كان من المرجح أن يرتفع عدد الضحايا حيث كان الضحايا لا يزالون مدفونين تحت حطام المباني. كما نزح 58362 شخصاً آخر.
شعر السكان بالزلزال بقوة في العاصمة الإندونيسية جاكرتا، مما تسبب في تدفق السكان إلى الشوارع، حيث تمايلت المباني الشاهقة وجرى إخلائها.

## ما بعد الكارثة
طالب الرئيس جوكو ويدودو وزير الأشغال العامة والإسكان، باسوكي هاديموليجونو، بإجراء حصر للأضرار. ووصل الوزير باسوكي إلى وصاية شيئَنجور في 21 نوفمبر الساعة 9:45 مساءً.
نُقل الجرحى إلى أربعة مستشفيات حول شيئَنجور. نظرًا للعدد الكبير من الجرحى الذين وصلوا إلى مستشفى شيئَنجور، أُقيم مستشفى ميداني في ساحة انتظار السيارات. في مستشفى شيماشان، تلقى 237 شخصًا العلاج - خرج منهم 150 شخصًا وتوفي 13 آخرين. وطالب محافظ جاوة الغربية، رضوان كامل، فريق الاستجابة السريعة التابع لجبار Jabar بالمساعدة. سيصل الفريق إلى مناطق شوكننغ ووارُنغ كُندَنغ وباشت شيباناس في وصاية شيئَنجور. أرسلت الجمعية الطبية الإندونيسية 200 طبيبًا، بينما أرسلت الوكالة الوطنية للبحث والإنقاذ الأفراد والمعدات إلى خمس مناطق متضررة. نُشرت فرق البحث والإنقاذ لتحديد مكان المفقودين. وأجرت طائرات الهليكوبتر مسوحات جوية وأجلت الناس.
قام الناجون في شيئَنجور ببناء خيام مؤقتة في الأماكن العامة أو في ساحات منازلهم. وفي 22 نوفمبر، ذكر أحد الناجين أنه ما زال يعتمد على نفسه لأنه لم يجري تقديم أي مساعدة. وخوفا من توابع الزلزال، لم يعد السكان إلى منازلهم. ففي قرية بمويانان بمقاطعة شيئَنجور، أمضى 150 من السكان الليلة في سرادق. ونام آخرون على جوانب الطرق أو تحت الأكوام المتراكمة من المحلات التجارية. كان الطعام لا يزال غير متوفر في صباح يوم 22 نوفمبر.
في 22 نوفمبر، أقامت وزارة الشؤون الاجتماعية 1000 خيمة كبيرة في المناطق السبع المتضررة. كما جرى توفير مواد غذائية جاهزة للأكل ومطبخ عام. قام خمسة وثلاثون فردًا من بينهم خمسة متخصصين في مجال الصحة من قاعدة حسين سسترانغارا الجوية بزيارة المنطقة المتضررة. كما زودت القاعدة الطعام والأدوية وأدوات المطبخ والخدمات اللوجستية. جرى إرسال أكثر من 1000 جندي من الوحدات المجاورة إلى المنطقة.
وفقًا للمجلس الوطني للإدارة الكوارث، سيجري إعادة بناء المنازل التي تضررت بفعل الزلازل. حشدت وزارة الأشغال العامة والإسكان الأفراد والمعدات الثقيلة لإزالة الأشجار والحطام الأرضي من الطرق. انقطعت الكهرباء عن منطقة شيئَنجور. وقام عمال Perusahaan Listrik Negara (PLN) بالعمل لإعادة الكهرباء إلى 366،675 عميلًا بعد أن أثر الزلزال على 1957 محطة فرعية. بحلول صباح يوم 22 نوفمبر، كانت 1802 محطة فرعية تعمل وأُعيدت الكهرباء إلى 89% من المنطقة.
حثت وكالة الأرصاد الجوية وعلم المناخ والجيوفيزياء السكان على توخي الحذر من الفيضانات والأمطار المفاجئة المحتملة بسبب المنحدرات غير المستقرة. صرح رئيس الوكالة، دوِيكُريتا كرنواتي، أن المواد الموجودة على المنحدرات غير المستقرة يمكن أن تنجرف بعيدًا، مما يؤدي إلى حدوث فيضانات وانهيارات أرضية. كما نُصح السكان بعدم زيارة المنحدرات وضفاف الأنهار بسبب مخاطر الفيضانات المفاجئة.

## روابط خارجية
- ريليف ويب الصفحة الرئيسية  لهذا الحدث.